# Castelgrande
Castelgrande község (comune) Olaszország Basilicata régiójában, Potenza megyében.

## Fekvése
A megye északnyugati részén fekszik. Határai: Muro Lucano, Pescopagano, Rapone, Laviano és San Fele.

## Története
A települést valószínűleg a Dél-Itáliában portyázó gótok alapították Castrum Grandinis néven. 

## Népessége
A népesség számának alakulása: 

## Főbb látnivalói
- San Vito-templom
- Santa Maria di Costantinopoli-szentély
- Santa Maria Assunta-templom
- csillagvizsgáló